# Kåikul
Kåikul (Samisch: Gåjkkul) is een afgelegen gehucht binnen de Zweedse gemeente Jokkmokk. Het is gelegen aan de weg tussen Vuollerim en Kittajaur. Gåjkkul betekent droge plaats; het ligt op een soort zandbank in het uitgestrekte moeras. Kåikul, Koikul zijn de bijbehorende verzweedste verbasteringen daarvan. De eerste bewoners kwamen rond 1750 naar dit gebied, er wonen nu nog nazaten van in het dorp. In eerste instantie verdiende men geld met het hoeden van rendieren en trok men in de winter nog naar de grote dorpen. Het aantal rendieren is de laatste eeuwen flink gedaald, mede onder andere door de Spaanse griep van na de Eerste Wereldoorlog. In de Tweede Wereldoorlog kwam er een afdeling van de Zweedse Luchtmacht.